# 56975 Lindaspilker
56975 Lindaspilker este o planetă minoră (asteroid), cu un diametru de 9,204 km, din Outer Main Belt⁠(d). A fost descoperită pe 19 septembrie 2000 la Haleakalā Observatory⁠(d) de Near Earth Asteroid Tracking. 
Obiectul prezintă o orbită caracterizată de o semiaxă mare de 3,3582478607213 UAi, o excentricitate de 0,092968892778147, o înclinație de 9,8304271063161 ° în raport cu ecliptica.